# Tomba di Mavarta
La cosiddetta tomba di Mavarta è una sepoltura a inumazione che venne scoperta nel XIX secolo vicino a S. Ilario d'Enza alla chiesa parrocchiale di S. Eulalia, oggi in Piazza IV Novembre. 
La tomba è databile all'età longobarda e venne preparata utilizzando materiali di reimpiego di età precedente, tra cui la lapide funeraria della giovane Mavarta, morta nel V secolo d.C.

## Ritrovamento della tomba
La tomba venne rinvenuta nel corso di scavi effettuati per estrarre terriccio da usare come fertilizzante. Venne prontamente avvisato don Gaetano Chierici, il quale rappresentava allora una delle massime autorità in ambito archeologico nel territorio. Gli schizzi che fece del contesto archeologico, contenuti nei suoi taccuini ora custoditi nell’archivio dei Musei Civici di Reggio Emilia e la prima pubblicazione degli scavi che lui fece nel 1881 sono ad oggi le uniche notizie disponibili sullo scavo.
La tomba apparteneva a due individui, sepolti l'uno a fianco all'altro. Nel corso degli scavi vennero alla luce altre cinque sepolture, tutte costruite nello stesso modo: una cassa fatta di laterizi recuperati da edifici di epoca precedente. Solo la “tomba di Mavarta” aveva, come copertura superiore, due lastre in pietra. Si tratta di un frammento di una iscrizione romana di età imperiale e della lapide funeraria di una giovane donna, Mavarta, vissuta nel V secolo d.C.
Sia gli scavi che gli eventi che portarono alla esposizione del corredo della tomba nel Museo Gaetano Chierici di Paletnologia furono confusi, generando nel tempo la convinzione che la tomba appartenesse alla donna menzionata nella lastra funeraria. 
Le ossa dei due defunti infatti vennero gettate via e i corredi funebri furono trasportati nel Museo di Storia Patria; la "tomba di Mavarta" venne ricostruita nel Portico dei Marmi.
Dopo molti anni nei quali le due pietre sono state esposte separatamente (il frammento di età imperiale nella Sala della Reggio Romana, al primo piano di Palazzo s. Francesco e la lapide di Mavarta nel Portico dei Marmi, sezione medievale), attualmente i due reperti sono esposti insieme nella sezione dedicata all'età longobarda, in una posizione che ne ricostruisce la loro collocazione al momento del rinvenimento. Nella stessa vetrina sono esposti i reperti che erano associati alla sepoltura, databili tra la fine del VI secolo e gli inizi del VII, anch'essi precedentemente collocati nel Museo Gaetano Chierici di Paletnologia.

## La lapide di Mavarta
In hoc loco

requiescet

in pace fidelis

Mavarta que vix

it annus XXVI re

cessit in pace fidelis

sub die kalendas iulias

Boetio consule»
in questo luogo

riposa

nella pace dei fedeli

Mavarta che visse

ventisei anni

scomparve nella pace dei fedeli

prima delle calende di luglio

durante il consolato di Boezio»
La lapide apparteneva a una giovane donna, il cui nome indica probabilmente una origine celtica o germanica. Visse nella seconda metà del V secolo e morì nel 487 d.C., durante il consolato di Boezio.